# 鵝湖隕石
鵝湖隕石是1938年10月13日被兩位來自加利福尼亞州奧克蘭的獵人在鵝湖發現的隕石。
在1939年，它被美國國家博物館收購。從1939年至1941年它在金門國際博覽會展出，然後被移置到華盛頓特區。在1950年代，它一直都在國家博物館的隕石大廳中展示，直到該廳被關閉。今天，這塊隕石展示在 國家自然歷史博物館。
在它的發現地點，地面上沒有坑穴，這意味著撞擊的速度極低。